# Hochwald (Schwäbische Alb)
Der Hochwald ist mit 1002,6 m ü. NHN der siebthöchste Berg der Schwäbischen Alb, sein Gipfel liegt oberhalb von Gosheim im Landkreis Tuttlingen. Er gehört zur Region der 10 Tausender. Im nicht öffentlich zugänglichen Gipfelbereich befindet sich eine Radaranlage der Deutschen Flugsicherung.
Der Hochwald bildet mit Kehlen und Hummelsberg eine Bergkette, welche die Identifizierung der jeweiligen Gipfel für Ortsunkundige als schwierig gestaltet. Am Wanderweg kennzeichnet eine Gipfelmarkierung die Stelle nahe dem höchsten Punkt. Da der Gipfel bewaldet ist und der Radarturm nicht für die Öffentlichkeit zugänglich ist, gilt er anders als der benachbarte Kehlen nicht als Aussichtsberg.
Um den Hochwald auf durchschnittlich 1000 m ü. NHN befindet sich das Biathlonzentrum Heuberg, die Quirinskapelle, sowie die Gosheimer Skihütte.

## Aufstieg
Der Hochwald kann über den anspruchsvollen und steilen Bergpfad Knieschnäpperle von Wehingen aus erreicht werden, damit werden mehr als 200 Höhenmeter auf einer Länge von einem Kilometer überwunden. Eine andere Möglichkeit bildet der asphaltierte Albaufstieg bei Gosheim, hierbei sind knapp 150 Höhenmeter zu überwinden, die maximale Steigung liegt bei 18 %. Nach der Passhöhe auf 980 m ü. NN (inoffiziell Kehlenpass genannt) gelangt man nach einer Abzweigung Richtung links zum Hochwaldgipfel.

## Galerie

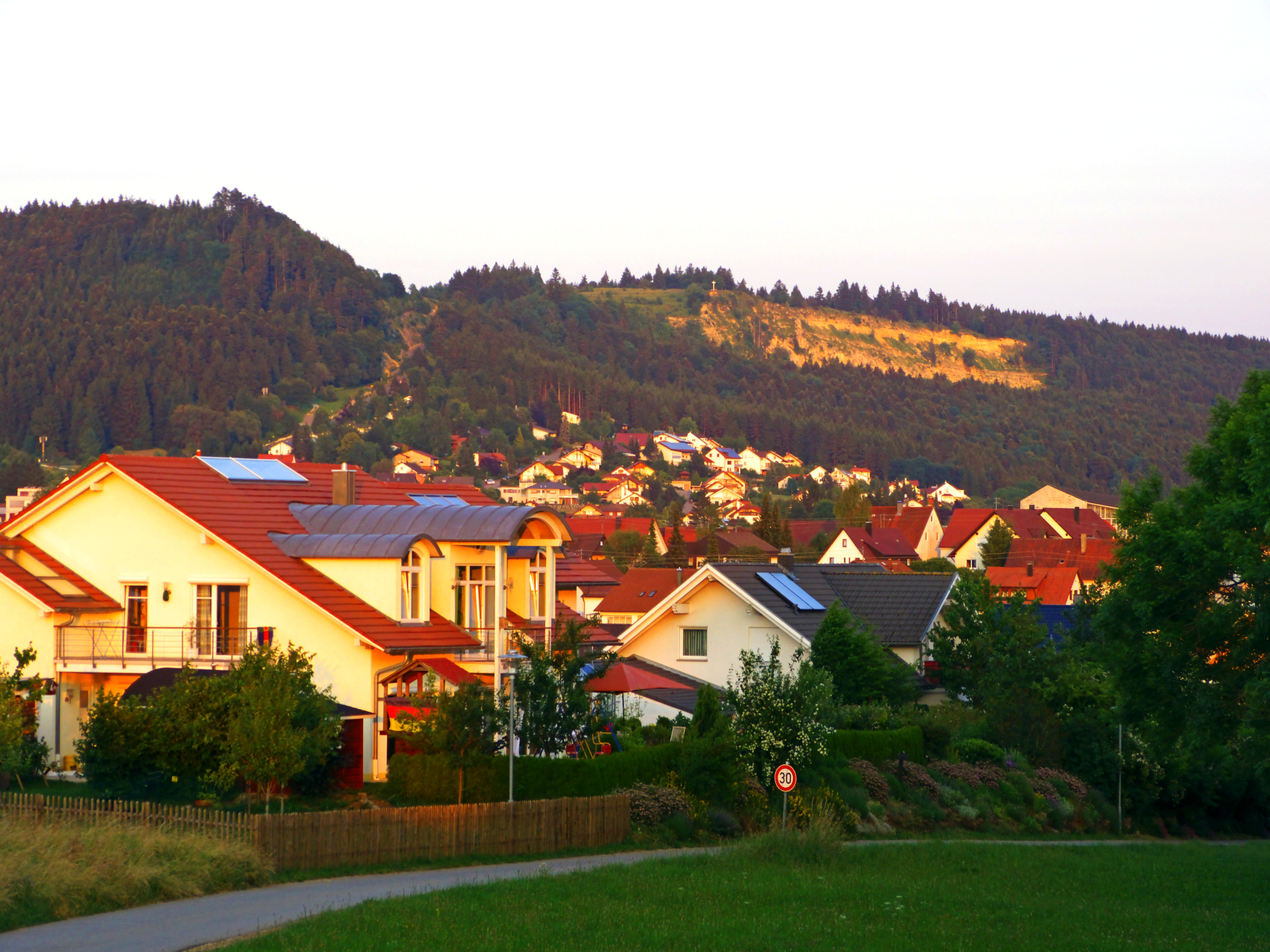
Der bewaldete Hochwald (1002,6 m) links und der felsige Kehlen (1001 m) rechts
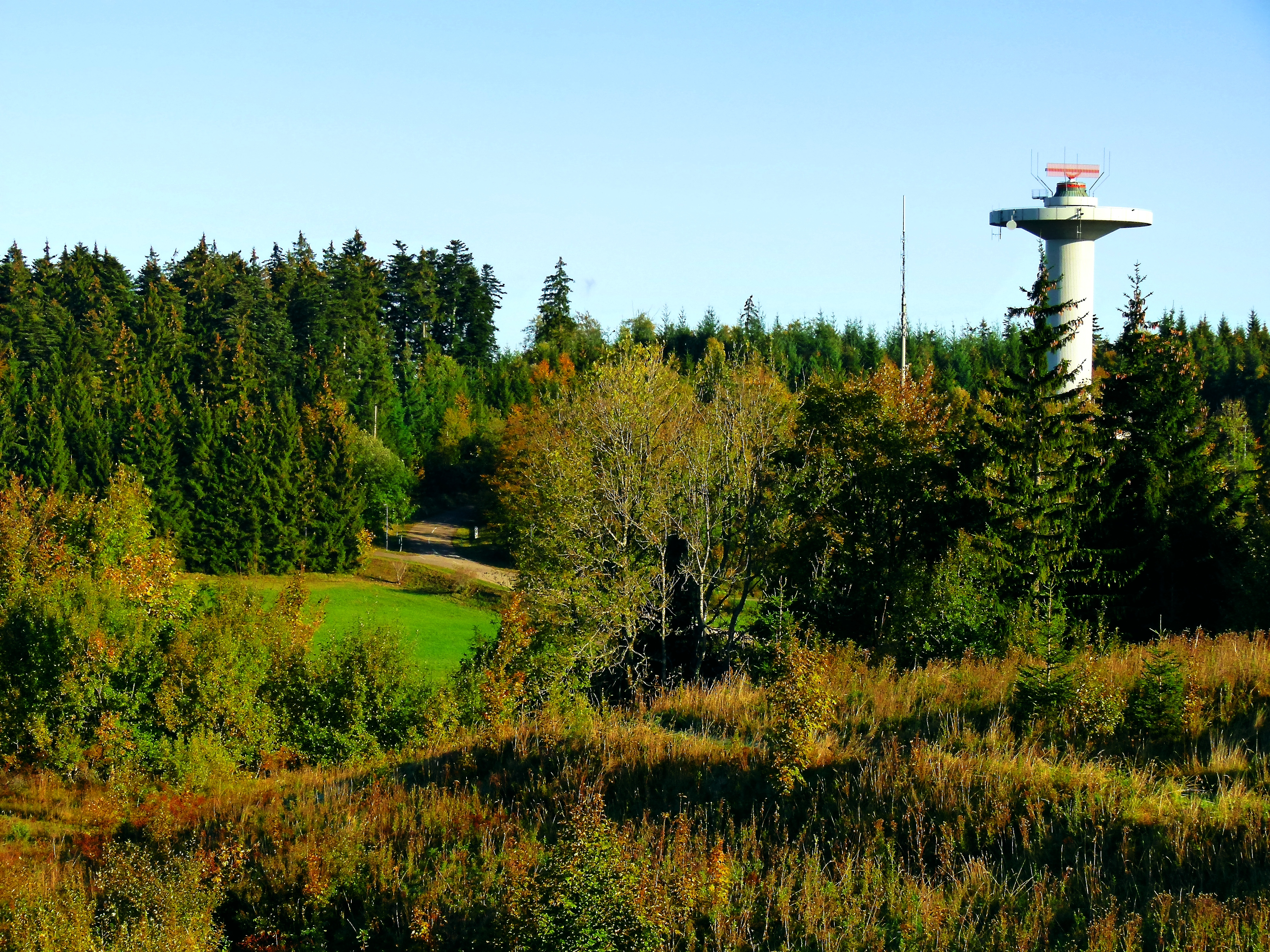
Blick vom Kehlen zum Hochwald mit Radarturm der Flugsicherung